# West Stoke
West Stoke är en by i civil parish Funtington, i distriktet Chichester, i grevskapet West Sussex i England. Byn är belägen 5 km från Chichester. West Stoke var en civil parish fram till 1933 när blev den en del av Funtington. Civil parish hade 117 invånare år 1931.